# Пещерная гиена
Пеще́рная гие́на (лат. Crocuta crocuta spelaea) — вымерший подвид современной пятнистой гиены (Crocuta crocuta), появилась в Европе приблизительно 500 000 лет назад и была широко распространена в плейстоцене Евразии, от Северного Китая до Испании и Британских островов. Пещерные гиены начали постепенно исчезать из-за смены природных условий и вытесняемые другими хищниками, а также людьми, примерно 20 000 лет назад, и полностью исчезли в Западной Европе около 14—11 тыс. лет назад, а в некоторых областях и ранее.

## Систематическое положение
Останки пещерной гиены часто находят в европейских пещерах. В современном представлении пещерная гиена является подвидом пятнистой гиены названным Crocuta crocuta spelaea. Впервые статус отдельного вида для неё предложили Эренберг (Ehrenberg) и др. (1938), из-за некоторых различий в морфологии с пятнистой гиеной. В недавнее время некоторые авторы (Markova и др., 1995; Baryshnikov, 1999) предлагали вернуть пещерной гиене статус отдельного вида, но генетический анализ, сделанный Хофрайтером (Hofreiter) и др. (2004), не обнаружил различия в ДНК между этими видами.

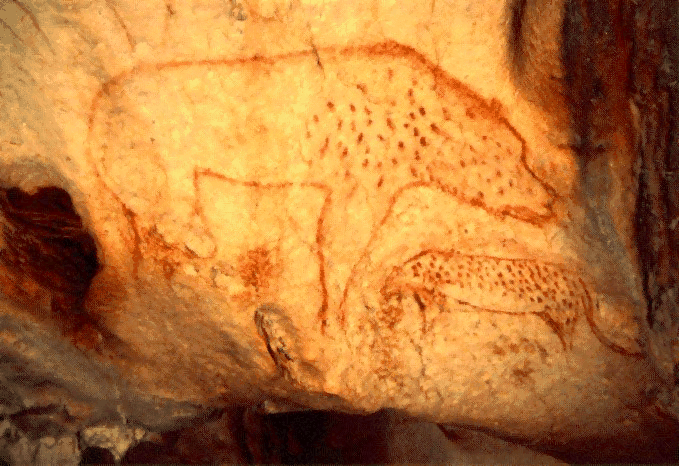
Рисунок пещерной гиены, найденный в пещере Шове

Пещерные гиены географически были широко распространены, но морфологические различия между ними невелики, поэтому все евразийские подвиды относятся к Crocuta crocuta spelaea. Экземпляры из Африки описаны как ископаемые формы современных гиен. Очень маленькая гиена известна из послеледниковой Палестины.

## Внешний облик
Пещерная гиена достигала 1 метра высоты в плечах. Весила от 80 до 110 килограммов. Эти животные были ночными хищниками, жили в пещерах и выращивали там же детенышей.

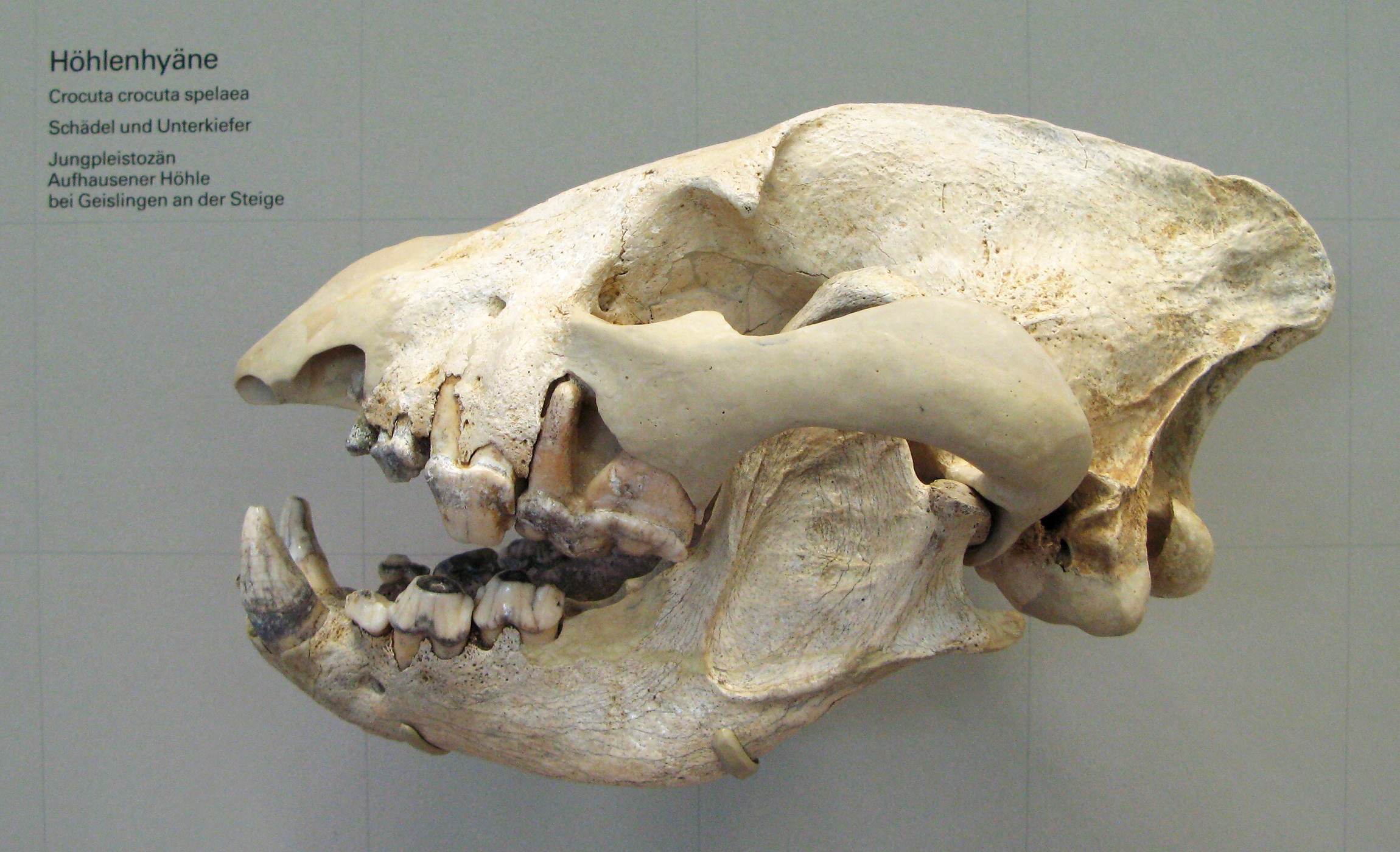
Череп пещерной гиены

Зубная формула пещерной гиены такая же как у пятнистой {\displaystyle I{3 \over 3}C{1 \over 1}P{4 \over 4}M{0 \over 1}}. Главное различие между ними в длине костей задних и передних конечностей. Разница в пропорциях конечностей указывает на лучшую приспособленность к бегу, чем у современных пятнистых гиен из Африки.

## Образ жизни
Их останки широко распространены в пещерах, где они вероятно и обитали. Неизвестно, был ли у них выраженный половой диморфизм, как у пятнистых гиен. Также неизвестно, жили ли пещерные гиены большими группами или уединённо, хотя в их плейстоценовой естественной среде большие группы маловероятны.

## Питание
Найденные в пещерах, где проживали гиены, остатки пищи позволяют описать их рацион: олени, кабаны, лошади, зубры. Изредка попадаются останки людей: неандертальцев и кроманьонцев. Среди пещерных гиен известны и случаи каннибализма. Они также питались падалью при любой возможности.